# 德拉班滕冰原島峰
73°54′S 5°55′W / 73.900°S 5.917°W
德拉班滕冰原島峰，是南極洲的冰原島峰，位於毛德皇后地的瑪塔公主海岸，處於基爾萬海崖以北，挪威製圖師根據探險隊的測量和拍攝的空中照片繪入地圖，現時由南極條約體系管理。